# Myrsine perpauciflora
Myrsine perpauciflora är en viveväxtart som beskrevs av J.J. Pipoly. Myrsine perpauciflora ingår i släktet Myrsine och familjen viveväxter. Inga underarter finns listade i Catalogue of Life.